# 越谷駅
越谷駅（こしがやえき）は、埼玉県越谷市弥生町にある、東武鉄道伊勢崎線の駅である。「東武スカイツリーライン」の愛称区間に含まれている。駅番号はTS 21。

## 年表
当駅東口周辺の市街地は、江戸時代から日光街道越ヶ谷宿として栄えた宿場町であり、1899年（明治32年）に東武鉄道が開通する以前から大規模な集落が形成されていた。しかし東武線が開通した当初は、越ヶ谷宿北端に位置していた大沢町に越ヶ谷駅（武州大沢駅へ改称を経た現在の北越谷駅）が開業し、越ヶ谷町には駅がなかった。
これに対し当時の越ヶ谷町（現・越谷市）は、町発展と産業振興のために新駅を設けるよう、町全体を挙げて熱心な誘致活動を行った。東武鉄道と交渉する過程で、越ヶ谷町は6つの条件を提示された。主なものとして、東武鉄道に停車場申請している費用1万6000円を寄付する、停車場と日光街道を結ぶ道路を造る、商工業者は東武鉄道と貨物輸送の契約をする等々であったが、越ヶ谷町はこれらの条件を全て受け入れ、1920年（大正9年）に東武鉄道初の請願駅として当駅（越ヶ谷駅）が開業した。一連の誘致活動が成功した功績を後世に伝えるべく、駅東口に「越ヶ谷駅停車場新設記念碑」を建立、後年の駅前広場拡張に際し久伊豆神社に移された。
1954年（昭和30年）に越ヶ谷町が周辺町村を合併し越谷町となったことを受け、1956年（昭和31年）に越谷駅に改称された。
- 1920年（大正9年）4月17日：越ヶ谷駅として開設[1]。
- 1956年（昭和31年）12月1日：越谷駅に改称。
- 1966年（昭和41年）9月22日：18時25分頃、当駅構内第79号踏切でバス衝突事故が発生。上り特急列車と東武バスが衝突して4人が死亡、12人が負傷。
- 1972年（昭和47年）：駅前広場が700 m2から4300 m2に拡張。越ヶ谷駅停車場新設記念碑が久伊豆神社に移された[2]。
- 1982年（昭和57年）：駅舎が2階建てに改築され、2Fに喫茶店と東武ブックス「ブックス越谷」が入店した。併せて越谷駅前ロータリーが完成し、噴水を設置。
- 1989年（平成元年）8月30日：西口新設。
- 1993年（平成5年）10月8日：下り線高架化[3]。
- 1994年（平成6年）11月2日：上り線高架化[4]。
- 1995年（平成7年）12月7日：上りホームエレベーター1基とエスカレーター1基使用開始。
- 1996年（平成8年）
  - 3月18日：上りホームエスカレーター1基使用開始。
  - 12月21日：下りホームエレベーター1基とエスカレーター2基使用開始。
- 1997年（平成9年）3月25日：高架複々線化完了。草加駅発着列車が当駅まで延長。
- 2001年（平成13年）3月28日：当駅 - 北越谷駅間高架複々線化完成に伴い、当駅始発・終着が従来の北越谷発着に戻され廃止[5][6]。
- 2010年（平成22年）12月20日：発車メロディを導入。
- 2011年（平成23年）11月：記念碑が駅前広場に戻される[2]。
- 2012年（平成24年）
  - 3月17日：TS 21の駅番号導入。
  - 8月：東口駅前広場が7,000 m2に拡張。駅舎と越谷ツインシティを連絡する屋根付通路新設。
  - 9月30日：定期券・回数券うりば営業終了。
- 2013年（平成25年）3月16日：ダイヤ改正に伴い、日中の区間準急が廃止。日中は東京メトロ日比谷線と半蔵門線・東急田園都市線直通列車のみの運行となり、浅草駅発着の列車は朝と夜の時間帯のみの運行となった[7]。
- 2022年（令和4年）11月17日：緩行線ホームドア使用開始[8][9]。
- 2023年（令和5年）12月7日：高架下商業施設「EQUiA（エキア）越谷」がオープン[10]。
- 2025年（令和7年）3月8日：急行線ホームドア使用開始予定[11]。

## 駅構造
島式ホーム2面6線を有する高架駅。草加駅同様の構造で、急行線外側に特急列車等が走行する通過線がある。草加駅では通過線にも番線が付番されているが、当駅でのホーム番号は1 - 4番線として案内されている。
北隣の北越谷駅まで複々線工事が終了していなかった時期は当駅折り返しの列車が設定されていた。また、当駅まで複々線化された際は南隣の新越谷駅方向に緩行線専用10両対応仮設ホームと緩行線から急行線へ転線する分岐器があった。これらは北越谷駅まで複々線化された際に使用中止とされた。
地上駅時代は、上り線が単式・下り線が島式ホーム2面3線を有しており、旧1番線：上り線・旧2番線：下り待避線・旧3番線：下り本線があった他、上り本線と下り待避線の間に中線が、駅の西側に側線が1線設置されていた。（後に高架工事の進歩の際に下り待避線と本線の位置が逆転した、また工事前は下り待避線から中線を経由し上り本線へ行く渡り線が存在した。）
2010年（平成22年）12月20日より、発車メロディが導入された（新越谷駅・せんげん台駅と同日に使用開始）。

### のりば
| 番線 | 路線                   | 方向 | 軌道   | 行先                                                                                       |
| ---- | ---------------------- | ---- | ------ | ------------------------------------------------------------------------------------------ |
| 1    | 東武スカイツリーライン | 上り | 急行線 | 新越谷・北千住・とうきょうスカイツリー・浅草・ 半蔵門線 渋谷・ 東急田園都市線 中央林間方面 |
| 2    | 東武スカイツリーライン | 上り | 緩行線 | 新越谷・北千住・とうきょうスカイツリー・浅草・ 日比谷線 中目黒方面                         |
| 3    | 東武スカイツリーライン | 下り | 緩行線 | 北越谷・北春日部・東武動物公園・ 日光線 南栗橋方面                                         |
| 4    | 東武スカイツリーライン | 下り | 急行線 | 春日部・東武動物公園・ 伊勢崎線 久喜・ 日光線 南栗橋方面                                   |

- 上記の路線名は旅客案内上の名称（「東武スカイツリーライン」は愛称）で表記している。
- 日中の急行は、一部列車を除き当駅で2 - 3分程度の時間調整を行う。この間に、特急が急行を追い抜く光景が見られる。なお朝夕時間帯には、急行以下の列車が当駅で「THライナー」に追い抜かれる列車がある。
- 2020年（令和2年）6月6日ダイヤ改正より、当駅へ発着する普通列車は一部を除き全て日比谷線直通となったため、浅草方面への行き来をする場合は必ず北千住駅もしくは西新井駅・草加駅・当駅などで乗り換える必要がある[注釈 1]。

## 利用状況
2024年度（令和6年度）の1日平均乗降人員は48,139人である。
1984年度（昭和59年度）までは乗降人員が市内で最も多い駅であった。武蔵野線開通後も緩やかに増加し、1990年代前半の最ピーク時は1日平均乗降人員が6万人を超えていた。しかし、1993年度（平成5年度）からは毎年数千人程度のペースで減少し、1999年度（平成11年度）に5万人を下回った。2001年度（平成13年度）以降は5万人弱で横ばい傾向であったが、2012年度（平成24年度）に東口の市街地再開発事業が完了すると増加傾向へ転じ、2017年度（平成29年度）は19年振りに5万人を上回った。
各年の1日平均乗降・乗車人員の推移は以下の通り｡

### 昭和
| 年度               | 一日平均 乗降人員 | 一日平均 乗車人員 |
| ------------------ | ----------------- | ----------------- |
| 1960年（昭和35年） | 14,817            | 7,408             |
| 1965年（昭和40年） | 31,394            | 15,696            |
| 1970年（昭和45年） | 46,581            | 23,839            |
| 1975年（昭和50年） | 51,799            | 25,900            |
| 1980年（昭和55年） | 53,596            | 26,799            |
| 1981年（昭和56年） |                   | 26,569            |
| 1982年（昭和57年） |                   | 26,735            |
| 1983年（昭和58年） |                   | 27,393            |
| 1984年（昭和59年） |                   | 27,691            |
| 1985年（昭和60年） | 55,899            | 27,950            |
| 1986年（昭和61年） |                   | 28,767            |
| 1987年（昭和62年） |                   | 29,303            |
| 1988年（昭和63年） |                   | 30,169            |

### 平成
| 年度               | 1日平均 乗降人員 | 1日平均 乗車人員 |
| ------------------ | ---------------- | ---------------- |
| 1989年（平成元年） |                  | 30,254           |
| 1990年（平成02年） | 61,674           | 30,498           |
| 1991年（平成03年） |                  | 31,001           |
| 1992年（平成04年） |                  | 30,942           |
| 1993年（平成05年） | 61,515           | 30,615           |
| 1994年（平成06年） |                  | 29,825           |
| 1995年（平成07年） |                  | 29,071           |
| 1996年（平成08年） |                  | 27,892           |
| 1997年（平成09年） |                  | 26,428           |
| 1998年（平成10年） | 51,779           | 25,995           |
| 1999年（平成11年） | 49,740           | 24,881           |
| 2000年（平成12年） | 49,008           | 24,398           |
| 2001年（平成13年） | 46,371           | 23,307           |
| 2002年（平成14年） | 45,220           | 22,715           |
| 2003年（平成15年） | 44,902           | 22,532           |
| 2004年（平成16年） | 44,470           | 22,318           |
| 2005年（平成17年） | 44,491           | 22,373           |
| 2006年（平成18年） | 45,004           | 22,663           |
| 2007年（平成19年） | 45,950           | 23,152           |
| 2008年（平成20年） | 46,014           | 23,077           |
| 2009年（平成21年） | 44,828           | 22,450           |
| 2010年（平成22年） | 44,993           | 22,516           |
| 2011年（平成23年） | 44,752           | 22,450           |
| 2012年（平成24年） | 46,535           | 23,325           |
| 2013年（平成25年） | 48,113           | 24,130           |
| 2014年（平成26年） | 48,128           | 24,126           |
| 2015年（平成27年） | 48,829           | 24,478           |
| 2016年（平成28年） | 49,504           | 24,803           |
| 2017年（平成29年） | 50,477           | 25,287           |
| 2018年（平成30年） | 51,307           | 25,566           |

### 令和
| 年度               | 1日平均 乗降人員 | 1日平均 乗車人員 | 出典       |
| ------------------ | ---------------- | ---------------- | ---------- |
| 2019年（令和元年） | 50,714           | 25,406           | [ 東武 3 ] |
| 2020年（令和02年） | 39,752           | 19,940           | [ 東武 4 ] |
| 2021年（令和03年） | 42,348           | 21,240           | [ 東武 5 ] |
| 2022年（令和04年） | 45,340           | 22,736           | [ 東武 6 ] |
| 2023年（令和05年） | 47,032           | 23,550           | [ 東武 7 ] |
| 2024年（令和06年） | 48,139           | 24,108           | [ 東武 1 ] |

## 駅周辺
越谷市の中心市街地の西に位置し、駅東方面には市役所等の庁舎がある。駅前には東口、西口双方にロータリーが整備され、ショッピングモール「EQUiA（エキア）越谷」が駅構内に併設されている。詳細は越谷駅#外部リンクの越谷駅（東武鉄道公式サイト）を参照。

### 東口
当駅の開業時から設けられた出入口であり、県道越谷流山線を軸に越ヶ谷宿をルーツとした中心市街地がある。駅前広場の北東側は市街地再開発事業に伴い建設された越谷ツインシティが、南東側は越谷市道70007号（通称・まるなな通り）を軸とした商店街が広がる。市役所前中央通りを直進すると北側に越谷市役所があり、元荒川の先に東越谷の新興住宅地が広がる。
- 越谷市役所
- 越谷市中央市民会館
- 越谷ツインシティ
  - フードスクエアカスミ越谷ツインシティ店
  - 獨協医科大学越谷病院付属腎・予防医学センター
  - 野村證券越谷支店
  - 越谷市パスポートセンター
  - 越谷市市民活動支援センター
  - 越谷市立図書館中央図書室
  - 日本年金機構越谷年金事務所
- ALCo越谷ショッピングスクエア
  - フードスクエアカスミアルコ越谷店
- 国土交通省関東地方整備局江戸川河川事務所中川出張所
- 埼玉県越谷合同庁舎
  - 埼玉県越谷県税事務所
  - 埼玉県越谷県土整備事務所
  - 埼玉県越谷建築安全センター
  - 埼玉県越谷環境管理事務所
- 越谷公共職業安定所（ハローワーク）
- 越谷市立図書館
- 越谷総合公園
  - 越谷市立総合体育館
  - 越谷市民球場
- 埼玉県立越ヶ谷高等学校
- 埼玉県立越谷東高等学校
- 越谷市立越ヶ谷小学校
- 中央保育園
- 越谷市立病院
- 越谷市保健所
- 花田苑
- 越谷市越谷総合運動場
- 埼玉県越谷警察署
- 埼玉県警察東部機動センター
- さいたま地方裁判所越谷支部
  - 越谷簡易裁判所
- さいたま地方検察庁越谷支部
  - 越谷区検察庁
- さいたま地方法務局越谷支局

#### 郵便局・金融機関
- 越谷瓦曽根郵便局
- 三菱UFJ銀行越谷支店・越谷駅前支店（同一建物内）
- 三井住友銀行越谷支店
- みずほ銀行越谷支店
- 埼玉りそな銀行越谷支店
- 三井住友信託銀行越谷支店
- 武蔵野銀行越谷支店
- 栃木銀行越谷支店

### 西口
1989年（平成元年）に新設された出入口であり、赤山町の住宅街が広がる。
- 越谷税務署
- 越谷赤山郵便局
- 栃木銀行越谷西支店
- 青木信用金庫越谷支店
- 城北信用金庫越谷支店
- 埼玉県立越谷総合技術高等学校
- 赤山第二保育園
- 荻原第一幼稚園
- 十全病院
- 新越谷病院

### 路線バス
朝日自動車・国際興業バス運行路線の詳細は朝日自動車越谷営業所・国際興業バス鳩ヶ谷営業所をそれぞれ参照。
東武バスが運行していた頃は、当駅東口南側にバス用のターンテーブルが設置されていた（現在は道路となっている）。

### 東口
| 乗り場     | 乗り場 | 系統 | 行先                   | 運行会社   |
| ---------- | ------ | ---- | ---------------------- | ---------- |
| 越谷駅     | 1      | KS15 | 越谷レイクタウン駅北口 | 朝日自動車 |
| 越谷駅     | 1      | KS14 | 増林地区センター       | 朝日自動車 |
| 越谷駅     | 1      | KS13 | 総合公園               | 朝日自動車 |
| 越谷駅     | 1      | KS12 | いきいき館             | 朝日自動車 |
| 越谷駅     | 1      | KS11 | 越谷市立病院           | 朝日自動車 |
| 越谷駅     | 2      | KS23 | 越谷レイクタウン駅北口 | 朝日自動車 |
| 越谷駅     | 2      | KS22 | 吉川駅北口             | 朝日自動車 |
| 越谷駅     | 2      | KS21 | レイクタウンMORI入口   | 朝日自動車 |
| 越谷駅東口 | 4      | KS31 | 花田循環・越谷駅東口   | 朝日自動車 |
| 越谷駅東口 | 4      | KS32 | 越谷市立図書館         | 朝日自動車 |
| 越谷駅東口 | 4      | KS33 | 花田小学校前           | 朝日自動車 |
| 越谷駅東口 | 4      | KS34 | 花田                   | 朝日自動車 |

- 東京駅・上野駅からの深夜急行バスは東口に到着する（東武バスセントラル）。

#### 西口
| 乗り場     | 乗り場 | 系統        | 行先               | 運行会社         |
| ---------- | ------ | ----------- | ------------------ | ---------------- |
| 越谷駅西口 | 1      | 越51        | 岩槻駅東口         | 朝日自動車       |
| 越谷駅西口 | 1      | 越53        | しらこばと水上公園 | 朝日自動車       |
| 越谷駅西口 | 1      | 新越11 越11 | 東川口駅北口       | 国際興業バス     |
| 越谷駅西口 | 1      | 新越11      | 新越谷駅西口       | 国際興業バス     |
| 越谷駅西口 | 2      | 越谷線      | 県民健康福祉村     | ジャパンタローズ |

## 隣の駅
東武鉄道
 東武スカイツリーライン
■急行・■区間急行
新越谷駅 (TS 20) - 越谷駅 (TS 21) - せんげん台駅 (TS 24)
■準急・■区間準急・■普通
新越谷駅 (TS 20) - 越谷駅 (TS 21) - 北越谷駅 (TS 22)